# Holger Danske (modstandsgruppe)
 For alternative betydninger, se Holger Danske (flertydig). (Se også artikler, som begynder med Holger Danske)
Holger Danske var en af de største modstandsgrupper i København under den tyske besættelse. Den talte henved 350 medlemmer mod krigens slutning i 1945. Gruppen stod for likvidering af ca. 200 stikkere og over 100 sabotageaktioner. Modstandsgruppen Holger Danske blev startet på adressen Overgaden neden Vandet 51B på Christianshavn i København. Over indgangen findes en mindetavle.

## Historie
Gruppen tog navn efter sagnhelten Holger Danske. Den blev stiftet i foråret 1943. Holger Danske var en "borgerlig" modstandsgruppe i modsætning til den anden store modstandsgruppe BOPA ("Borgerlige Partisaner" - oprindeligt KOPA "kommunistiske partisaner"), som blev dannet af kommunister og spaniensfrivillige. Holger Danske eller HD opstod i flere grupper I, II, III, IV og V. Den løse struktur sikrede, at medlemmerne ikke kendte hinanden; så hvis én gruppe blev afsløret, kunne de andre fortsætte.
Gruppen blev optrævlet af tyskerne ved to lejligheder, men det lykkedes dem ikke at identificere alle medlemmer. Gruppen led store tab, for 64 blev henrettet eller dræbt i aktion. Assistent Preben Hagelin, assistent Eduard Frederik Sommer (kaldet Lasse), møbelhandler Kai Holger Schiøth, stud.med.vetr. Per Sonne og kunstmaler Erik Nyemann var blandt de 11 modstandsfolk, der blev myrdet den 9. august 1944 i massakren ved Osted.
Stud.theol. Christian Ulrik Hansen, der var med i Holger Danskes gruppe IV, blev henrettet 23. juni 1944. Han mindes i et hæfte skrevet af sin gruppekammerat Bob Ramsing.
Blandt de største aktioner var sprængningen af Forum-hallen på Frederiksberg 24. august 1943 og angrebet på Burmeister & Wain i 1944.
To medlemmer af Holger Danske var de kendte modstandsfolk Jørgen Haagen Schmith (alias "Citronen"), der blev medlem af gruppen i foråret 1943, og Bent Faurschou Hviid (alias "Flammen"), der var medlem fra efteråret 1943. De deltog begge i sabotager i forskellige Holger Danske-undergrupper og gennemførte sammen en række likvideringer i 1944, bl. a. Attentatet på Tage Lerche. "Citronen" og "Flammen" døde med en uges mellemrum i oktober 1944. "Citronen" blev skudt af tyskerne under voldsom ildkamp på Jægersborg Allé, mens "Flammen" tog sit eget liv under en razzia i et hus ved Gentofte. Digteren Morten Nielsen var knyttet til gruppen og blev dræbt af et skud i august 1944 ved levering af en Luger-pistol til "Citronen".
Jørn Andersen, født d. 9. august 1909 i Nervi i Italien, var student fra Birkerød Kostskole. Han blev uddannet som Exam. polyt og radiotekniker på Teknologisk Institut. Han var tilknyttet modstandsgruppen Holger Danskes 1. Kompagni, 2, afdeling, 3. gruppe. Gruppen gennemførte både fabrikssabotager og likvideringer. Han blev arresteret d. 26. februar 1945 sammen med sine gruppekammerater. De blev alle bortset fra én henrettet i Ryvangen d. 17. marts 1945.

## Medlemmer
Denne liste er ufuldstændig; hjælp gerne med at udfylde den.
† = omkom under besættelsen.
•  Asger Warburg
- Jørn Andersen[3] (Skindergadegruppen) †
- Tage Løve Andersen (Steen) †
- Erik Crone (Husum} †
- John Mogens Arentoft (Kadetgruppen)
- Niels Arnstedt (Tykke Niels)
- Cato Bakman (Jens Hansen) †
- Egil Barfod
- Jørgen H. Barfod (Bjørn Andersen/Bjørn)
- O.B. Bertelsen (Jønsson)
- Gunnar Bjarnarson
- Erik Blütgen-Petersen (Skyggen)
- Elisabeth Bomhoff (Lis)
- Gunnar Bomhoff †
- Helmer Bomhoff
- Peer Borup (Johns gruppe) †
- Max Bæklund (Max, Rolf, Niels)
- Ella von Cappeln (Cap)
- Gunnar Dyrberg (Herman)
- Jørgen Essemann (Krølle, Spar Es) †
- Povl Falk-Jensen (Eigil/Stig)
- Bent Faurschou Hviid (Flamme/Flammen) †
- Preben Hagelin †
- Torben Halkier (Knud) †
- Christian Ulrik Hansen †
- Orla Jens Christian Hansen †
- Ole Peitersen (Mansa)
- Hans Heister
- Mogens Højstrup (Høeg) (Fergos gruppe)
- Mogens Jarset (Bob)
- Robert Jensen (Tom) fra "Stjerneradio" i Istedgade) †
- Vagn Jespersen
- Gudrun Johansen (frk. Lange)
- Eigil Skov Jørgensen (Marius Foss)
- Hans Keiser-Nielsen (En-Mands Hæren)
- Jørgen Kieler
- Børge Klingenberg (Holger Danske II)
- Bent A. Koch
- Kai Georg Gotfred Hansen (Kai Betjent, Gruppefører, Skindergadegruppen)[4]
- Kaj Leo Kristensen (Leon, Skindergadegruppen) †
- Holger Nyhuus Kristoffersen †
- Knud Larsen (Bergstrøm) †
- Jens Lillelund (Finsen/Finn)
- Kim Malthe-Bruun †
- Marvin Madsen (Johannes/888)
- Lis Mellemgaard (Skindergadegruppen)
- Erik Koch Michelsen (Mix, kadetgruppen) †
- Henny Sinding Sundø (kæreste med Mix)
- Børge Munck (reservebetjent v. kystpolitiet)[5]
- Carl Munck (Ejer af Stjerne Radio Istedgade 31)[6]
- Ove Kaj Munck (Død under bombningen af Shell-huset)† [7]
- Erik Münter (Jens Hvid/Hwiid)
- Svend Otto Nielsen (John) †
- Bent Nielsen (Claus Bøgholm)
- Knud Nordentoft †
- Chester Gustav Nordik (Nielsen)
- Erik Nyegaard (Tomaten)
- Erik Nyemann †
- Erik Emil Parup
- John Wulff Petersen †
- Niels Alexander von Wendt Rahbek †
- Bob Ramsing (Bob)
- Paul Erik Axel Reib,(Niels)
- Henning Røge (Max) †
- Jørgen Røjel
- Klaus Rønholt †
- Ebba Lund (Pigen med den røde hue)
- Erling Reck-Magnussen
- Kai Holger Schiøth †
- Jørgen Haagen Schmith (Citronen) †
- Patrick Schultz (Bent/Lille-Bent)
- Eduard Frederik Sommer (Lasse) †
- Per Sonne †
- Jørgen Staffeldt (Peter Jørgensen) †
- Mogens Staffeldt
- Lars Bager Svane †
- Josef Søndergaard, radioforhandler i Istedgade, også kaldet (Tom)
- Hans Edvard Teglers
- Henry Thomsen †
- Jens Thorsen
- Niels Thorsen
- Karl Christian Trampe (Kadetgruppen)
- Helge Tramsen
- Carl Johan Christian Wiliam Hansen (overlevede ved at stikke af fra politiet inden udlevering til Tyskland).[kilde mangler]
- Villy Faurholt Troelsen
- Leif Wium (Lennart)
- Bent Høgsbro Østergaard (Gemüse)
- Finn Vilmuth Elmvang (John)
- Orla Christian Thyge Johansen
- Louis Artell "Leon" "Bager Bolle ", kom fra Dansk Samling .
- Henning Schwartz

## kilder
1. ↑  "img_2 | Christianshavns Lokalhistoriske Forening og Arkiv". Arkiveret fra originalen 12. februar 2021. Hentet 24. april 2020.
2. ↑  DEN SMALLE BOG: "Har lige læst Dagbogen igennem og overvejer at brænde den ..."
3. ↑  Jørn Andersen
4. ↑  Modstandsdatabasen - Kai Georg Gotfred Hansen
5. ↑  "Børge Munck". modstand.natmus.dk. 2019. Hentet 2019-10-07.
6. ↑  "Carl Munck". modstand.natmus.dk. 2019. Hentet 2019-10-07.
7. ↑  "Ove Kaj Munck". modstand.natmus.dk. 2019. Hentet 2019-10-07.